# Våldsbejakande extremism i Sverige

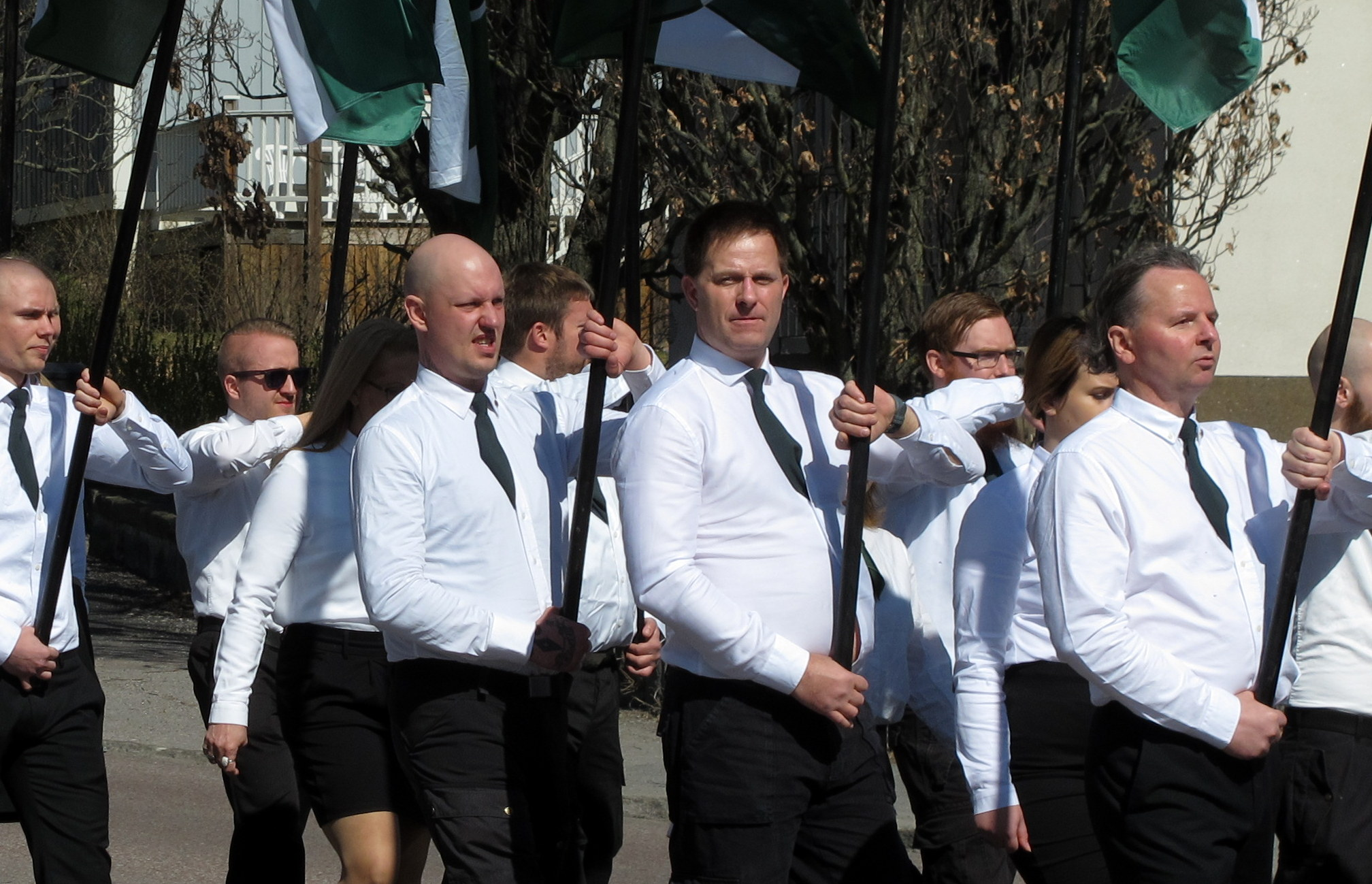
Nordiska motståndsrörelsen demonstrerar i Falun 2017.

Våldsam politisk extremism i Sverige bedöms framför allt handla om den nynazistiska vit makt-rörelsen, islamistiskt motiverad extremism och om den autonoma rörelsen. Våldshotet kommer från organiserade attacker, men också från ensamagerande gärningspersoner, så kallade ensamvargar.
Nationellt centrum för terrorhotbedömning (NCT) skrev i sin Helårsbedömning för 2021 att attentatshotet i Sverige främst utgörs av högerextremistiskt och islamistiskt motiverat våld. Säpo uppskattade 2021 att hotet från de våldsbejakande högerextrema och islamistiska miljöerna ligger på nivå 3 av 5.
Det finns ingen juridisk definition av begreppet våldsbejakande extremism. Begreppet rymmer en mängd olika politiska inriktningar med både likheter och olikheter. Extremistmiljöerna befinner sig ideologiskt och politiskt långt från den politiska mittfåran. Utmärkande för våldsbejakande extremism är, enligt Säpo, avsikten och förmågan att begå brott för att ändra samhället, tanken att representativ demokrati inte kan användas för att förändra samhället samt idén att systematiskt våld, hot och trakasserier är motiverat för att påverka samhällsutvecklingen.
År 2020 röstade riksdagen igenom en lag som förbjöd samröre med terroristorganisationer. Samtliga riksdagspartier röstade ja utom Vänsterpartiet som ansåg att lagändringen var otydlig och hotade föreningsfriheten.

## Bakgrund
Nationellt centrum för terrorhotbedömning bedömde 2020–2021 att det främsta terrorhotet mot Sverige kommer från de våldsbejakande högerextrema och islamistiska miljöerna.
År 2017 var antalet våldsbejakande extremister i Sverige som Säpo bevakar 3000, varav 2000 stödjer islamisk extremism och övriga 1000 inom vit makt-miljön och autonoma miljöer. I rapporten Säkerhetspolisen 2020 skrev Säpo att det offentliga stödet till organisationer med kopplingar till våldsbejakande extremistmiljöer var svårt att uppskatta, men att det uppgick till hundratals miljoner kronor.

### Inbördes likheter
Vissa likheter förenar de extremistiska rörelserna, till exempel förenas vit makt-miljön, islamistmiljön och den autonoma miljön i sitt underkännande av parlamentarisk demokrati. Ofta förespråkas och praktiseras odemokratiska medel för att nå sitt ideala samhälle. Vissa grupper menar att demokratiska metoder tar för lång tid medan andra kategoriskt avvisar demokrati som styrelseskick.
Både vit makt-miljön och de autonoma är starkt negativa till rättsstaten och polisen är frekvent måltavla för angrepp jämte institutioner som uppbär demokratin. I forskning pekas det ofta på att både vit makt-miljön och islamistiska grupperingar är präglade av antisemitism, men finns även i den autonoma miljön i form av en antijudisk idétradition som triggas av Israel–Palestina-konflikten samt antiisraeliska och antiamerikanska idéer.
Vit makt-miljön och den autonoma miljön liknar varandra demografiskt, då 87–97 procent av deras anhängare är födda i Sverige – ett mönster som även återfinns inom fotbollshuliganism. Den islamistiska rörelsen har den högsta andelen utrikes födda, med 72 procent.
75–90 procent av personerna i de våldsbejakande extremistmiljöerna är män. Kvinnohat och antifeminism präglar ofta de islamistiska och högerextrema grupperna, där våld blir ett sätt för män att ta tillbaka makt. Misogyn extremism beskrivs som ett terrorhot av bland andra Säpo, och flera våldsdåd och mord har kopplats till den så kallade manosfären och onlinemiljöer som främjar en toxisk maskulinitet.

## Ideologier och rörelser

### Högerextremism
Den våldsbejakande högerextrema miljön har växt i Sverige under slutet av 2010-talet. Mellan 1990 och 2023 låg högerextremister bakom 142 allvarliga våldshändelser i Sverige, bland annat bombattentat mot meningsmotståndare och misshandel av homosexuella. Mellan 1991 och 2006 hade Sverige flest dödsfall per capita i Västeuropa från högerextremt våld.
Vit makt-rörelsen i Sverige har hämtat sin ideologi ifrån nationalistiska skinnskallar i 1980-talets England (vad gäller ideologi, sakfrågor och organisation), från nazistveteraner från 1920–40-talen, och från liknande grupper i USA. Rörelsen vill se ett etniskt homogent samhälle utan inslag ifrån främmande kulturer. Den delar in människor i så kallade "raser" och motsätter sig invandring av människor som de inte anser vara vita. En senare strömning inom rörelsen fokuserar mer på kultur än på hudfärg och beskriver sig själva som patrioter eller som en nationell rörelse. Samtidigt hävdar de att kultur är oföränderlig och medfödd.
Många, men inte alla, aktörer inom vit makt-rörelsen har anammat en nationalsocialistisk ideologi (nazism). En central föreställning inom miljön är konspirationsteorin om en judisk sammansvärjning vars påstådda inflytande anses hota "den vita rasen". Anhängarna menar att media och staten kontrolleras av judar, och att samhällsproblem kan förklaras genom detta inflytande samt genom det mångkulturella samhället.
Åsikter varierar från att extremisterna ser sig som soldater i ett raskrig till föreställningen att olika etniska grupper bör leva åtskilda, i så kallad etnopluralism.

### Islamistisk extremism
Den våldsbejakande islamistiska miljön i Sverige är en del av en global rörelse som började ta form under det afghansk-sovjetiska kriget på 1980-talet. Den svenska miljön har inspirerats av grupper som al-Qaida och till mindre del Al-Shabab.
Miljön kännetecknas av könssegregering, förtryck av kvinnor, antisemitism och aktiv rekrytering genom både fysiska och digitala kanaler. Sedan 2010 har antalet individer i denna miljö ökat i Sverige, och Säkerhetspolisen har varnat för hotet från ensamagerande gärningspersoner med koppling till våldsbejakande islamism.
Rörelsen vill ersätta det nuvarande styrelseskicket med religiösa lagar (sharia), och uppmuntrar till attentat mot både civila och militära mål, som respons på ockupation av muslimska länder, våld mot muslimer och vad som uppfattas som kränkningar av islam.

### Vänsterextremism
De autonoma grupperingarna har sina rötter i 1980-talets Husockupationer i Sverige. De skiljer sig från andra vänsterrörelser i sin uppfattning att samhället inte kan förändras via parlamentarisk demokrati vilket de anser legitimerar brottslighet.
Två av de mest framträdande organisationerna i den våldsbejakande vänsterextrema miljön har varit Antifascistisk Aktion (AFA) och Revolutionära Fronten (RF). RF bildades i efterspelet till Göteborgskravallerna år 2001, men lades ned 2015.
Den autonoma rörelsen strävar efter ett klasslöst samhälle utan styre från auktoriteter och är därmed kritisk till det nuvarande demokratiska systemet. De förespråkar istället ett självstyre av folket, och vissa grupper anser att deras idealsamhälle kan skapas genom väpnad revolution. På kort sikt anser man sig försvara arbetarklassen mot vad som de uppfattar som angrepp, vilket resulterar i attacker på meningsmotståndare eller mot lobbyister. Medlemmar i den autonoma miljön betraktar sina främsta fiender som de som förespråkar auktoritärt styre, vill begränsa invandringen till Sverige eller försvarar idén om svensk etnicitet – vilket inkluderar grupper inom vit makt-rörelsen.
Rörelsen är positiv till feminism och HBTQ-rörelsen.

### Djurrättsaktivism
Våldsbejakande djurrättsaktivister utgör en liten minoritet av djurrättsrörelsen. De strävar efter att befria djur från det förtryck de menar att människor utsätter dem för och betraktar våld mot framför allt egendom som ett legitimt medel i denna kamp. Rörelsen är decentraliserad, utan enhetlig ideologi, och riktar sina aktioner mot allt från lantbruk och forskning till underhållningsindustrin. De har inga ambitioner att förändra landets styrelseskick.

## Politiskt motiverade brott 1999–2009
En studie av SÄPO och Brottsförebyggande rådet, tog fram statistik över brott som utfördes mars 1999 till och med februari 2009 och som misstänks vara politiskt motiverade. Brotten kategoriserades efter politisk miljö och brottstyp.
| Kategori | Brottstyp (totalt antal misstankar) | Totalt | Notering |
| -------- | ----------------------------------- | ------ | --- |
| Vit makt | Brott mot liv och hälsa             | 227    | Mord: 14 stycken Misshandel: 211 stycken, främst Meningsmotståndare (93), HBTQ-personer (31) och personer med Utländsk härkomst (65).                    |
| Vit makt | Brott mot frihet och frid           | 100    | |
| Vit makt | Ärekränkningsbrott                  | 20     | |
| Vit makt | Tillgreppsbrott                     | 7      | |
| Vit makt | Bedrägeri                           | 4      | |
| Vit makt | Skadegörelsebrott                   | 107    | |
| Vit makt | Allmänfarliga brott                 | 16     | |
| Vit makt | Brott mot allmän ordning            | 209    | |
| Vit makt | Hets mot folkgrupp                  | 411    | |
| Vit makt | Andra ordningsstörningar            | 36     | |
| Vit makt | Brott mot allmän verksamhet         | 29     | |
| Vit makt | Vapen                               | 48     | |
| Vit makt | Övriga                              | 5      | |
| Autonom  | Brott mot liv och hälsa             | 162    | Misshandel: 152 stycken, främst Meningsmotståndare (96) och Okänd (29).                                                                                  |
| Autonom  | Brott mot frihet och frid           | 147    | |
| Autonom  | Ärekränkningsbrott                  | 7      | |
| Autonom  | Tillgreppsbrott                     | 67     | |
| Autonom  | Skadegörelsebrott                   | 169    | |
| Autonom  | Allmänfarliga brott                 | 51     | |
| Autonom  | Brott mot allmän ordning            | 391    | Våldsamt upplopp: 253 stycken, främst mot Polis (215) och Företag (93). Ohörsamhet mot ordningsmakt: 93 stycken, främst mot Företag (48) och Polis (46). |
| Autonom  | Andra ordningsstörningar            | 87     | |
| Autonom  | Brott mot allmän verksamhet         | 97     | |
| Autonom  | Vapen                               | 28     | |

### Notförteckning
1. 1 2  ”Extremistmiljöerna - Säkerhetspolisen”. www.sakerhetspolisen.se. Arkiverad från originalet den 28 februari 2021. https://web.archive.org/web/20210228212514/https://www.sakerhetspolisen.se/forfattningsskydd/extremistmiljoerna.html. Läst 29 april 2021.
2. ↑  ”Ensamagerande - Säkerhetspolisen”. www.sakerhetspolisen.se. Arkiverad från originalet den 28 februari 2021. https://web.archive.org/web/20210228212424/https://www.sakerhetspolisen.se/forfattningsskydd/ensamagerande.html. Läst 29 april 2021.
3. 1 2  TT (22 augusti 2019). ”Säpo varnar för högerextrema ensamvargar”. Svenska Dagbladet. ISSN 1101-2412. https://www.svd.se/sapo-varnar-for-mer-hogerextremt-vald. Läst 29 april 2021.
4. ↑  ”Helårsbedömning 2021 - sammanfattning”. Nationellt centrum för terrorhotbedömning. Arkiverad från originalet den 7 april 2021. https://web.archive.org/web/20210407212352/https://www.sakerhetspolisen.se/download/18.4ffee9b31787cb4eddc1c/1617117717077/NCT_Helarsbedomning-2021.pdf. Läst 29 april 2021.
5. 1 2  felaktig länk stämmer det verkligen ? ”Säkerhetspolisen 2020”. Säkerhetspolisen. 18 mars 2021. sid. 49. Arkiverad från originalet den 2 maj 2021. https://web.archive.org/web/20210502085933/https://www.sakerhetspolisen.se/download/18.4ffee9b31787cb4eddc6/1617105074749/arsbok-2020.pdf. Läst 29 april 2021.
6. ↑  Henrik Häggström, Hans Brun (Redaktörer) (1 januari 2019). ”Antagonistiska hot och dess påverkan på lokalsamhället”. Försvarshögskolan | Centrum för asymmetriska hot- och terrorismstudier. sid. 40. https://www.fhs.se/download/18.4de5088316deae29189350/1571641866102/Antagnostiska%20hot%20och%20dess%20p%C3%A5verkan%20p%C3%A5%20lokalsamh%C3%A4llet.pdf. Läst 29 april 2021.
7. ↑  Randhawa, Rebecca (26 januari 2020). ”Magnus Ranstorp: ”Norge har tuffast terrorlagar i Norden – Sverige ligger sist””. SVT Nyheter. https://www.svt.se/nyheter/utrikes/magnus-ranstorp-norge-har-tuffast-terrorlagar-i-norden-sverige-ligger-sist. Läst 29 januari 2020.
8. ↑  ”Ny terrorlag både efterfrågad och kritiserad”. www.nj.se. https://www.nj.se/nyheter/ny-terrorlag-bade-efterfragad-och-kritiserad. Läst 29 april 2021.
9. ↑  Riksdagsförvaltningen. ”med anledning av prop. 2019/20:36 Ett särskilt straffansvar för samröre med en terroristorganisation Motion 2019/20:3427 av Linda Westerlund Snecker m.fl. (V) - Riksdagen”. www.riksdagen.se. https://www.riksdagen.se/sv/dokument-lagar/dokument/motion/med-anledning-av-prop-20192036-ett-sarskilt_H7023427. Läst 29 april 2021.
10. ↑  ”Nationellt centrum för terrorhotbedömning - Säkerhetspolisen”. www.sakerhetspolisen.se. Arkiverad från originalet den 11 maj 2021. https://web.archive.org/web/20210511043126/https://www.sakerhetspolisen.se/kontraterrorism/nationellt-centrum-for-terrorhotbedomning.html. Läst 29 april 2021.
11. ↑  ”Arkiverade kopian”. Arkiverad från originalet den 7 augusti 2019. https://web.archive.org/web/20190807150008/https://www.sakerhetspolisen.se/ovrigt/pressrum/aktuellt/aktuellt/2017-07-03-sa-mycket-har-extremistmiljoerna-vuxit.html. Läst 7 augusti 2019.
12. 1 2 3 4 5 6 7 8 9 10   Våldsbejakande extremism i Sverige : nuläge och tendenser.. Fritze. 2014. sid. 24, 30-31, 33-34, 35, 40, 42. ISBN 978-91-38-24065-6. OCLC 915650085. https://www.worldcat.org/oclc/915650085. Läst 5 september 2020
13. 1 2  ”Den autonoma miljön. En kunskapsöversikt”. Center mot våldsbejakande extremism, CVE. Brå. 2021. sid. 3, 34. https://cve.se/publikationer/denautonomamiljonenkunskapsoversikt.5.843740f184cc4e52fa113d.html. Läst 13 april 2025.
14. ↑  AB, Impera kommunikation. ”Våldsbejakande extremism och organiserad brottslighet i Sverige” (PDF). www.iffs.se. sid. 35. https://www.iffs.se/publikationer/iffs-rapporter/valdsbejakande-extremism-och-organiserad-brottslighet-i-sverige/. Läst 7 oktober 2020.
15. ↑  ”Män, maskulinitet och våldsbejakande extremism. En kunskapsöversikt.”. Center mot våldsbejakande extremism, CVE. 2022. https://jamstalldhetsmyndigheten.se/media/zmnpftsg/22-8978_maskulinitet_221202_webb_tillg.pdf. Läst 13 april 2025.
16. ↑  ”Forskare: Extremister delar syn på maskulinitet”. tt.omni.se. 12 december 2022. https://tt.omni.se/forskare-extremister-delar-syn-pa-maskulinitet/a/KnL6bo. Läst 15 december 2022.
17. ↑  ”Swecris – sök bland svenska forskningsprojekt”. Vetenskapsrådet. https://www.vr.se/swecris.html?project=2022-00042_Forte#/. Läst 13 april 2025.
18. ↑  ”Forskare: Extremister delar syn på maskulinitet”. tidningensyre.se. https://tidningensyre.se/2022/12-december-2022/forskare-extremister-delar-syn-pa-maskulinitet/. Läst 13 april 2025.
19. 1 2  Christy Chamy, Ali Lorestani och Roger Turesson (29 maj 2024). ”Forskare befarar att det högerextrema våldet ska öka”. DN.se. https://www.dn.se/sverige/forskare-befarar-att-det-hogerextrema-valdet-ska-oka/. Läst 11 april 2025.
20. 1 2  ”Den våldsbejakande islamistiska miljön – En kunskapsöversikt”. Center mot våldsbejakande extremism, CVE. Brå. 2020. https://cve.se/download/18.843740f184cc4e52fa1189/1669904422143/CVE_Va%CC%8Aldsbejakande-islamistiska.pdf. Läst 13 april 2025.
21. ↑  ”Ung och extrem - om våldsbejakande vänsterextremism” (PDF). Myndigheten för ungdoms- och civilsamhällesfrågor (MUCF). sid. 19. https://web.archive.org/web/20170917213741if_/https://www.mucf.se/sites/default/files/publikationer_uploads/ung-och-extrem-vansterextremism.pdf. Läst 19 september 2020.
22. ↑  ”Våldsbejakande djurrättsaktivism”. Center mot våldsbejakande extremism. Brå. 2020. https://cve.se/download/18.843740f184cc4e52fa1188/1669904413958/CVE_Djurra%CC%88ttsaktivism.pdf. Läst 13 april 2025.
23. ↑  Rapport 2009:15

### Källförteckning
- Våldsam politisk extremism: Antidemokratiska grupperingar på yttersta höger- och vänsterkanten (rapport 2009:15). Stockholm: Brottsförebyggande rådet, Information och förlag. 3 mars 2014. ISBN 978-91-86027-32-2. https://www.bra.se/download/18.cba82f7130f475a2f180002415/1371914720927/2009_15_valdsam_politisk_extremism.pdf